# Shabla (huyện)
Shabla là một huyện thuộc tỉnh Dobrich, Bungaria. Dân số thời điểm năm 2001 là 6380 người.